# Bughu
Bughu is een bestuurslaag in het regentschap Aceh Besar van de provincie Atjeh, Indonesië. Bughu telt 127 inwoners (volkstelling 2010).